# Nordische Junioren-Skiweltmeisterschaften 1995
Die 18. Nordischen Junioren-Skiweltmeisterschaften 1995 fanden vom 1. bis zum 5. März 1995 im schwedischen Gällivare statt. Damit war Schweden zum dritten Mal nach 1969 (Bollnäs) und 1980 (Örnsköldsvik) Ausrichter dieses wichtigsten Nachwuchswettbewerbes im nordischen Skisport.
Erfolgreichste Nation der Wettkämpfe war Russland mit vier Gold-, einer Silber- sowie zwei Bronzemedaille vor Italien mit zwei Gold- und einer Silbermedaille und Österreich mit einer Gold-, drei Silber- und einer Bronzemedaille.

## Wettkampfstätten
Die Skisprungwettbewerbe und das Springen der Nordischen Kombination wurden auf dem Dundretkullen ausgetragen. Die Langlaufwettbewerbe der Spezialisten und Kombinierer fanden auf den Loipen der Umgebung statt, die heute Teil des „Hellnerstadions“ sind.

## Skilanglauf Junioren

### 10 km Klassisch
| Platz | Sportler             | Land        | Zeit (min) |
| ----- | -------------------- | ----------- | ---------- |
| 1     | Roman Mironow        | Russland    | 27:26,1    |
| 2     | Ivan Bátory          | Slowakei    | 27:32,2    |
| 3     | Thobias Fredriksson  | Schweden    | 27:56,1    |
| 4     | Pietro Broggini      | Italien     | 27:58,5    |
| 5     | Freddy Schwienbacher | Italien     | 28:01,6    |
| 6     | Vincent Vittoz       | Frankreich  | 28:04,2    |
| 7     | Tore Bjonviken       | Norwegen    | 28:13,7    |
| 8     | Timo Jäntti          | Finnland    | 28:15,0    |
| 9     | Fabio Santus         | Italien     | 28:19,3    |
| 10    | Oleg Kudaibergenov   | Kasachstan  | 28:25,0    |
| 20    | Christian Stolz      | Schweiz     | 28:52,8    |
| 21    | Marc Jeschke         | Deutschland | 28:55,3    |
| 22    | Reto Burgermeister   | Schweiz     | 28:57,0    |
| 24    | Daniel Mesotitsch    | Österreich  | 29:08,6    |
| 27    | Thorsten Schreier    | Deutschland | 29:10,5    |
| 30    | Christoph Sumann     | Österreich  | 29:19,9    |
| 37    | Tobias Schwörer      | Deutschland | 29:38,9    |
| 39    | Wolf Wallendorf      | Deutschland | 29:41,3    |
| 40    | Tomi Wüthrich        | Schweiz     | 29:41,4    |
| 45    | Ugo Leonardi         | Schweiz     | 29:54,5    |
| 46    | Thomas Stöggl        | Österreich  | 29:55,2    |
| 56    | Martin Tauber        | Österreich  | 30:34,1    |

Datum: 1. März 1995

Es waren 98 Läufer am Start.

### 30 km Freistil
| Platz | Sportler             | Land        | Zeit (std) |
| ----- | -------------------- | ----------- | ---------- |
| 1     | Pietro Broggini      | Italien     | 1:22:35,2  |
| 2     | Fabio Santus         | Italien     | 1:23:39,9  |
| 3     | Tore Bjonviken       | Norwegen    | 1:23:59,2  |
| 4     | Grigori Gutnikow     | Russland    | 1:24:16,7  |
| 5     | Roman Matejka        | Tschechien  | 1:24:23,7  |
| 6     | Hallgeir Viken       | Norwegen    | 1:24:23,9  |
| 7     | Maxim Varvarine      | Russland    | 1:24:36,3  |
| 8     | Klaus Mariotti Dordi | Italien     | 1:24:47,6  |
| 9     | Tobias Schwörer      | Deutschland | 1:24:58,8  |
| 10    | Sami Saari           | Finnland    | 1:25:02,2  |
| 18    | Christoph Sumann     | Österreich  | 1:26:10,9  |
| 20    | Marc Jeschke         | Deutschland | 1:26:20,6  |
| 26    | Wolf Wallendorf      | Deutschland | 1:26:46,8  |
| 33    | Christian Stolz      | Schweiz     | 1:28:14,7  |
| 36    | Daniel Mesotitsch    | Österreich  | 1:28:30,2  |
| 40    | Martin Tauber        | Österreich  | 1:29:11,1  |
| 42    | Jörn Frohs           | Deutschland | 1:29:32,7  |
| 52    | Reto Burgermeister   | Schweiz     | 1:30:37,7  |
| 62    | Urs Graf             | Schweiz     | 1:33:59,1  |
| 79    | Ugo Leonardi         | Schweiz     | 1:40:05,8  |

Datum: 5. März 1995

Es waren 95 Läufer am Start.

### 4 × 10 km Staffel
| Platz | Sportler                                                            | Mannschaft  | Zeit (std) |
| ----- | ------------------------------------------------------------------- | ----------- | ---------- |
| 1     | Bruno Carrara Pietro Broggini Fabio Santus Freddy Schwienbacher     | Italien     | 1:51:54    |
| 2     | Andrei Schlijundikow Michail Iwanow Roman Mironow Grigorij Gutnikow | Russland    | 1:53:17    |
| 3     | Tore Bjonviken Sindre Brurok Ulf-Erik Johansen Hallgeir Viken       | Norwegen    | 1:53:19    |
| 4     | Andrej Páricka Peter Korsch Martin Bajčičák Ivan Bátory             | Slowakei    | 1:53:53    |
| 5     | Joze Petkovsek Vasja Rupnik Janez Petkos Ivan-Janez Maric           | Slowenien   | 1:54:14    |
| 8     | Marc Jeschke Thorsten Schreier Wolf Wallendorf Tobias Schwörer      | Deutschland | 1:56:41    |
| 9     | Christian Stolz Reto Burgermeister Gion-Andrea Bundi David Cordey   | Schweiz     | 1:57:30    |
| 11    | Martin Tauber Daniel Mesotitsch Thomas Stöggl ?                     | Österreich  | 1:57:35    |

Datum: 3. März 1995

Es waren 21 Teams am Start.

## Skilanglauf Juniorinnen

### 5 km Klassisch
| Platz | Sportler              | Land        | Zeit (min) |
| ----- | --------------------- | ----------- | ---------- |
| 1     | Natalja Baranowa      | Russland    | 15:46,8    |
| 2     | Kristina Šmigun       | Estland     | 15:48,0    |
| 3     | Olga Samorosowa       | Russland    | 15:53,2    |
| 4     | Julia Tschepalowa     | Russland    | 16:07,0    |
| 5     | Andrea Huber          | Schweiz     | 16:07,7    |
| 6     | Milla Jauho           | Finnland    | 16:15,9    |
| 7     | Kati Sundqvist        | Finnland    | 16:21,3    |
| 8     | Elena Rodina          | Russland    | 16:31,8    |
| 9     | Corinna May           | Deutschland | 16:35,0    |
| 10    | Ramona Roth           | Deutschland | 16:36,9    |
| 13    | Kati Wilhelm          | Deutschland | 16:42,4    |
| 24    | Britta Wienand        | Deutschland | 16:54,1    |
| 28    | Ursina Rauch          | Schweiz     | 17:10,6    |
| 34    | Bettina Mesotitsch    | Österreich  | 17:17,7    |
| 41    | Irene Eder            | Österreich  | 17:26,4    |
| 48    | Franziska Unternährer | Schweiz     | 17:42,0    |
| 54    | Nathalie Kessler      | Schweiz     | 17:54,1    |
| 55    | Helene Brecher        | Österreich  | 17:55,1    |
| 56    | Caroline Ulbing       | Österreich  | 17:55,5    |

Datum: 1. März 1995

Es waren 78 Läuferinnen am Start.

### 15 km Freistil
| Platz | Sportler           | Land        | Zeit (min) |
| ----- | ------------------ | ----------- | ---------- |
| 1     | Julia Tschepalowa  | Russland    | 43:16,9    |
| 2     | Kristina Šmigun    | Estland     | 43:33,0    |
| 3     | Natalja Baranowa   | Russland    | 44:39,2    |
| 4     | Olga Samorosowa    | Russland    | 44:40,6    |
| 5     | Corinna May        | Deutschland | 45:29,8    |
| 6     | Anna Santer        | Italien     | 45:41,9    |
| 7     | Kati Pulkkinen     | Finnland    | 45:44,2    |
| 8     | Lucie Hanusova     | Tschechien  | 45:52,2    |
| 9     | Masami Hirano      | Japan       | 46:18,8    |
| 10    | Elena Rodina       | Russland    | 46:19,9    |
| 14    | Kati Wilhelm       | Deutschland | 46:30,4    |
| 27    | Andrea Huber       | Schweiz     | 47:33,3    |
| 29    | Bettina Mesotitsch | Österreich  | 47:56,5    |
| 30    | Ursina Rauch       | Schweiz     | 48:02,7    |
| 36    | Silke König        | Deutschland | 48:21,4    |
| 42    | Andrea Senteler    | Schweiz     | 49:02,8    |
| 44    | Nathalie Kessler   | Schweiz     | 49:16,1    |
| 55    | Irene Eder         | Österreich  | 50:53,1    |
| 65    | Helene Brecher     | Österreich  | 52:22,4    |

Datum: 5. März 1995

Es waren 75 Läuferinnen am Start.

### 4 × 5 km Staffel
| Platz | Sportler                                                        | Mannschaft  | Zeit (std) |
| ----- | --------------------------------------------------------------- | ----------- | ---------- |
| 1     | Olga Samorosowa Natalja Baranowa Elena Rodina Julia Tschepalowa | Russland    | 1:01:31    |
| 2     | Jana Šaldová Marcela Kubistova Kateřina Hanusova Lucie Hanusova | Tschechien  | 1:03:14    |
| 3     | Virpi Kuitunen Milla Jauho Kati Sundqvist Kati Pulkkinen        | Finnland    | 1:03:36    |
| 4     | Andrea Huber Franziska Unternährer Andrea Senteler Ursina Rauch | Schweiz     | 1:03:43    |
| 5     | Ramona Roth Kati Wilhelm Britta Wienand Corinna May             | Deutschland | 1:03:44    |
| 12    | Irene Eder Caroline Ulbing Helene Brecher Bettina Mesotitsch    | Österreich  | 1:08:11    |

Datum: 3. März 1995

Es waren 15 Teams am Start.

## Nordische Kombination Junioren

### Gundersen (Normalschanze K 90/10 km)
| Platz | Sportler         | Land        |
| ----- | ---------------- | ----------- |
| 1     | Hannu Manninen   | Finnland    |
| 2     | Mario Stecher    | Österreich  |
| 3     | Felix Gottwald   | Österreich  |
| 4     | Kristian Hammer  | Norwegen    |
| 5     | Nicolas Bal      | Frankreich  |
| 6     | Jean-Marc Mougel | Frankreich  |
| 7     | Jürgen Bär       | Österreich  |
| 8     | Roman Perko      | Slowenien   |
| 9     | Frédéric Baud    | Frankreich  |
| 10    | Ronny Ackermann  | Deutschland |

Datum: 2. März 1995

### Mannschaft (Normalschanze K90/3 × 10 km)
| Platz | Sportler                                    | Land       |
| ----- | ------------------------------------------- | ---------- |
| 1     | Jürgen Bär Felix Gottwald Mario Stecher     | Österreich |
| 2     | Marek Fiurášek Ladislav Rygl Petr Šmejc     | Tschechien |
| 3     | Jacob Gunnes Kristian Hammer Jermund Lunder | Norwegen   |

Datum: 4. März 1995

## Skispringen Junioren

### Normalschanze
| Platz | Sportler                 | Land |
| ----- | ------------------------ | ---- |
| 1     | Tommy Ingebrigtsen       | NOR  |
| 2     | Reinhard Schwarzenberger | AUT  |
| 3     | Lucas Chevalier-Girod    | FRA  |

Datum: 1. März 1995

### Mannschaftsspringen Normalschanze
| Platz | Sportler                                                                         | Land        |
| ----- | -------------------------------------------------------------------------------- | ----------- |
| 1     | Michael Schreiber Mathias Witter Michael Uhrmann Alexander Herr                  | Deutschland |
| 2     | Werner Schernthaner Martin Zimmermann Karl-Heinz Dorner Reinhard Schwarzenberger | Österreich  |
| 3     | Yūzō Ikeda Kazuya Yoshioka Suguru Miyazaki Sōta Okamura                          | Japan       |

Datum: 2. März 1995

## Nationenwertung
| Platz | Land        | Gold | Silber | Bronze | Gesamt |
| ----- | ----------- | ---- | ------ | ------ | ------ |
| 1     | Russland    | 4    | 1      | 2      | 7      |
| 2     | Italien     | 2    | 1      | 0      | 3      |
| 3     | Österreich  | 1    | 3      | 1      | 5      |
| 4     | Norwegen    | 1    | 0      | 3      | 4      |
| 5     | Finnland    | 1    | 0      | 1      | 2      |
| 6     | Deutschland | 1    | 0      | 0      | 1      |
| 7     | Estland     | 0    | 2      | 0      | 2      |
| 7     | Tschechien  | 0    | 2      | 0      | 2      |
| 9     | Schweden    | 0    | 0      | 1      | 1      |
| 9     | Frankreich  | 0    | 0      | 1      | 1      |
| 9     | Japan       | 0    | 0      | 1      | 1      |